# Saint-Christophe (Rhône)
Pour les articles homonymes, voir Saint-Christophe.
Saint-Christophe (anciennement Saint-Christophe-la-Montagne) est une ancienne commune française, située dans le département du Rhône en région Auvergne-Rhône-Alpes. Le 1er janvier 2019, elle devient une commune déléguée de Deux-Grosnes.

## Géographie
Saint-Christophe fait partie du haut Beaujolais dans le département du Rhône.

## Histoire
Aucune trace d'occupation n'est attestée pendant la période romaine, tant au niveau archéologique que bibliographique.
Par arrêté préfectoral du 29 octobre 2018, la commune disparaît le 1er janvier 2019 au profit de Deux-Grosnes qui regroupe aussi les communes d'Avenas, Monsols, Ouroux, Saint-Jacques-des-Arrêts, Saint-Mamert et Trades.

## Politique et administration
| Période                                  | Période  | Identité      | Étiquette | Qualité |
| ---------------------------------------- | -------- | ------------- | --------- | ------- |
| avant 1988                               | ?        | André Martin  |           |         |
| 2001                                     | En cours | Pascal Guérin | DVD       |         |
| Les données manquantes sont à compléter. |          |               |           |         |

## Démographie
L'évolution du nombre d'habitants est connue à travers les recensements de la population effectués dans la commune depuis 1793. Pour les communes de moins de 10 000 habitants, une enquête de recensement portant sur toute la population est réalisée tous les cinq ans, les populations de référence des années intermédiaires étant quant à elles estimées par interpolation ou extrapolation. Pour la commune, le premier recensement exhaustif entrant dans le cadre du nouveau dispositif a été réalisé en 2008.

En 2016, la commune comptait 241 habitants, en évolution de +2,12 % par rapport à 2010 (Rhône : +3,93 %, France hors Mayotte : +2,11 %).
| 1793 | 1800 | 1806 | 1821 | 1831 | 1836 | 1841 | 1846 | 1851 |
| ---- | ---- | ---- | ---- | ---- | ---- | ---- | ---- | ---- |
| 780  | 751  | 864  | 907  | 989  | 970  | 948  | 977  | 999  |

| 1856 | 1861 | 1866 | 1872 | 1876 | 1881 | 1886 | 1891 | 1896 |
| ---- | ---- | ---- | ---- | ---- | ---- | ---- | ---- | ---- |
| 927  | 871  | 871  | 849  | 831  | 802  | 780  | 741  | 712  |

| 1901 | 1906 | 1911 | 1921 | 1926 | 1931 | 1936 | 1946 | 1954 |
| ---- | ---- | ---- | ---- | ---- | ---- | ---- | ---- | ---- |
| 674  | 653  | 623  | 539  | 530  | 536  | 529  | 480  | 407  |

| 1962 | 1968 | 1975 | 1982 | 1990 | 1999 | 2006 | 2008 | 2013 |
| ---- | ---- | ---- | ---- | ---- | ---- | ---- | ---- | ---- |
| 372  | 359  | 283  | 230  | 218  | 233  | 232  | 232  | 243  |

| 2016 | - | - | - | - | - | - | - | - |
| ---- | - | - | - | - | - | - | - | - |
| 241  | - | - | - | - | - | - | - | - |

## Lieux et monuments
L'église Saint-Christophe
L'église Saint-Christophe est perchée sur la colline dominant le village et la vallée de la Grosne. Chaque année, le dernier dimanche de juillet, des pèlerins viennent se mettre sous la protection de saint Christophe.
L'église fait partie des « Chemins du Sacré » qui regroupent des églises romanes du Beaujolais et Haut-Beaujolais. L'existence d'un lieu de culte sous le vocable de Saint-Christophe est attestée au Xe siècle (époque carolingienne).
L'abside en cul de four, partie la plus ancienne de cet édifice remonte au Xe siècle. Le chevet surmonté d'un clocher couvert de lauzes (pierres plates) et la nef étant vraisemblablement postérieures, dateraient de la fin du XIe siècle.
Cette église qui dépendait du diocèse d'Autun, fut protégée pendant de longs siècles par les moines de Cluny.
En 1830, ne pouvant plus contenir la population, alors croissante, il fut décidé de l'agrandir en y ajoutant deux nefs latérales et en supportant la charpente par des piliers qui se trouvent à l'emplacement des anciens murs gouttereaux. En raison de ce nécessaire élargissement, le cimetière entourant l'église a du être déplacé.
En 1958, des travaux permirent la découverte de fresques murales datées de la fin du XVe siècle (inscrites à l'inventaire supplémentaire des monuments historiques). La pierre d'autel découverte à cette même date servait de dalle sur le sol de l'abside. Cinq croix gravées dans cette pierre d'autel semblent représenter la croix du riche et puissant ordre militaire et religieux des Templiers (1119-1312).
Les statues : La Vierge à l'Enfant (bois) du XVIIe siècle, Saint Étienne diacre (en pierre) fin XVe, sont classées monuments historiques. Saint Jean l'Évangéliste (bois) du XVIIIe, Le Christ, en bois et sa poutre de gloire du XVIIIe, sont inscrits à l'inventaire supplémentaire des monuments historiques.
Depuis 1963, les dix ouvertes latérales illuminant l'intérieur de l'édifice sont garnies de vitraux, qui sont une création de Luc Barbier, artiste beaujolais, une œuvre complétée en 1988 par les trois vitraux de l'abside et la rosace de l'œil-de-bœuf.
Le chemin de croix en bois, a été sculpté en 1961 par Robert Darnas, artiste lyonnais et la statue de saint Christophe a été sculptée en 1961 par un ancien curé de Chénelette (paroisse voisine), le père Joasson.